# Dor (sentiment)
Pour les articles homonymes, voir Dor.

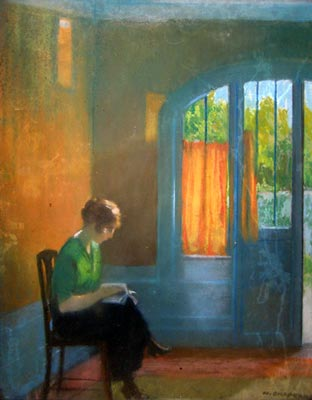
Femeie în interior de Nicolae Gropeanu.

Dor (prononcé /dor/, du latin Dolus – un dérivé de Dolor – douleur) est un mot roumain qui exprime un sentiment complexe, qui mêle la nostalgie et la mélancolie, la douleur et la joie. Il exprime le souhait irrépressible et persistant de revoir quelque chose ou quelqu'un qui nous est cher ou de revivre des situations plaisantes. 
Il n'existe pas d'équivalent en français au dor, qui est cependant décrit par Mircea Goga comme une « ardente langueur » et un « état de tristesse, de nostalgie, de joie, de douceur infinie, de désir, d'amertume, de mal d'aimer » .
D'après Isabela Vasiliu-Scraba, le dor, en tant que « sentiment de l'âme » est « une inquiétude, une mélancolie enveloppante, une nostalgie qui berce les pensées, une soif éternelle de vie, d'amour ».
Le mot « doina », apparenté, est utilisé pour parler des poésies lyriques du folklore roumain qui relatent les vicissitudes de la vie,. 

## Facteurs de déclenchement
Les facteurs usuels qui déclenchent le sentiment de dor sont : 
- l'absence des personnes aimées (famille et amis proches) ;
- le décès d'une personne chère ;
- l'éloignement, pendant de longues périodes, des endroits qui nous sont chers ;
- l'arrêt d'une activité habituelle (travail, études, loisir, sport, etc.) ;
- le souvenir de situations plaisantes ;
- l'absence d'un objet auquel la personne est attachée.

## Termes équivalents dans d'autres langues
En portugais, le mot « Saudade » a un sens proche de « dor »,. 
En espagnol, le mot « añoranza » signifie « se rappeler avec de la peine l'absence, la privation ou la perte d'une personne ou d'une chose très aimée ». 
En slovaque, le mot « clivota » ou « cnenie » signifient un désir nostalgique de quelque chose qui nous manque. Il en est de même pour le mot allemand « Sehnsucht ». 
En amharique, le mot  « tezeta »  a une signification similaire, de même que « assouf » en tamasheq, ces deux derniers mots désignant également des styles musicaux.
En gallois, le mot  « hiraeth »  a une signification proche et s'agit d'un sentiment de nostalgie qui peut être lié à une personne ou une époque.

## Citations
« [Le] dor : mélange de tendresse et de nostalgie, d'amour et de solitude, de tristesse et de confiance en la vie, d'éloignement par le rêve et d'attachement au réel. »

— François Perroux, La Roumanie économique et culturelle§Culture Populaire